# Arpillera

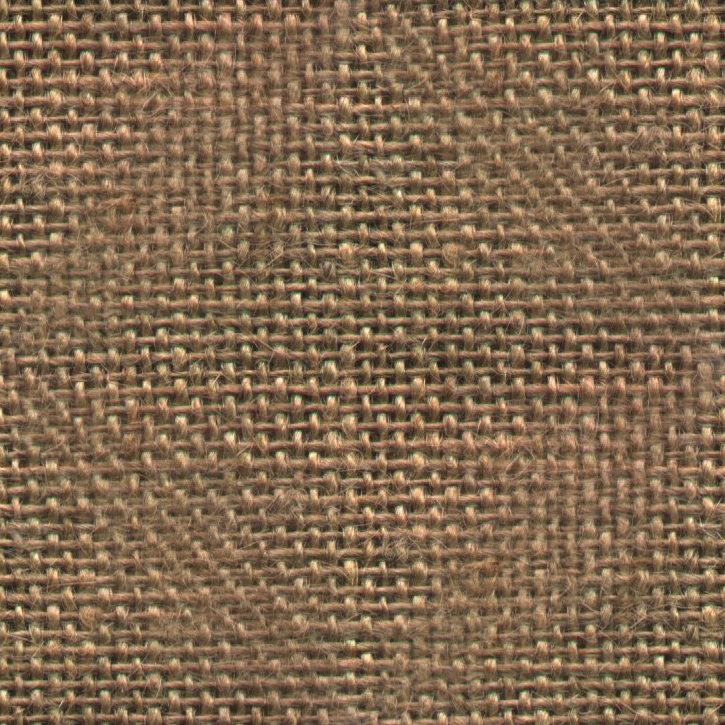
Arpillera de yute

Se conoce como arpillera a la pieza textil gruesa y áspera fabricada con diversos tipos de estopa (de cáñamo, de yute o de esparto) que suele utilizarse como elemento cobertor, y en la fabricación de sacos y piezas de embalaje. Mientras está siendo fabricada, se la sumerge en queroseno para apartar de la misma alimañas tales como los gusanos.
El tejido de arpillera se usa también en la confección de ropa, tapicería y decoración. Sobre su superficie pueden realizarse trabajos de artesanía, bordados y pinturas.

## Como material de embalaje
En algunos lugares de México se conoce como «arpillera» a un costal o saco hecho de fibras sintéticas, de  poliolefinas generalmente, que se usa para contener fruta, verduras o carbón. Se puede decir que es una unidad de medida porque se comercializa la «arpillera» o «arpilla» de naranja, zanahoria o de carbón por un precio sin especificar exactamente su peso.
Durante la Revolución Industrial, el hilo de yute reemplazó por largo tiempo a las fibras de lino y cáñamo en la arpillera. Hoy día, la arpillera aún es el grueso de los productos manufacturados de yute.

## En el mundo de la moda y el arte
La arpillera para confección de prendas de vestir es un tejido con ligamento tafetán con una textura fina creada para los finos hilos pareados en urdimbre y trama. Ofrece una textura diferente a la franela o la sarga y, por eso, es bastante apreciada en los trajes masculinos de primavera y verano.
La tela de arpillera de lino en los climas cálidos se utiliza para trajes y chaquetas de verano, que muestran el lustre propio del lino. La arpillera de lana es más tupida, pero menos que la franela, por lo que sirve para trajes de lana ligera.
La artista y cantautora chilena Violeta Parra realizó varias de sus creaciones artísticas en bordado sobre arpillera. Algunas de sus obras estuvieron en exposición en el Museo del Louvre en 1964 en una muestra individual titulada «Tapices de Violeta Parra».